# Leptostylis zimmeri
Leptostylis zimmeri är en kräftdjursart som beskrevs av Fage 1929. Leptostylis zimmeri ingår i släktet Leptostylis och familjen Diastylidae. Inga underarter finns listade i Catalogue of Life.